# Caterina Scotti
Caterina Scotti Douglas (Agazzano, 1400 circa – 1468) è stata una nobildonna italiana.

## Biografia
Era figlia di Giovanni Scotti (1360 ca.-1420 ca.), conte di Agazzano.
Nel 1407 sposò il marchese Rolando Pallavicino detto "il Magnifico", marchese di Busseto: furono i capostipiti di numerosi rami cadetti dei Pallavicino.

## Discendenza
Caterina Scotti Douglas e Rolando ebbero numerosi figli, tra questi:
- Pallavicino (1426 - 1486), II Marchese di Busseto, condottiero al servizio del duca di Milano Francesco Sforza. Sposò Caterina Fieschi;
- Giovan Lodovico I, (1425 - 1481), I Marchese di Cortemaggiore, visse presso la corte degli Sforza a Milano e successivamente intraprese la carriera militare, dapprima al servizio dei francesi sotto il comando dl Gian Giacomo Trivulzio, e poi sotto la Repubblica di Venezia;
- Gianfrancesco I, (? - 1497), I Marchese di Zibello, sostenitore degli Sforza di Milano, ricoprì la carica di consigliere; tentò di espandere ulteriormente i suoi territori entrando in conflitto con il conte Pier Maria II de' Rossi, che non intendeva sottostare ai soprusi del marchese di Zibello;
- Giovan Manfredo, alla morte del padre ricevette il feudo di Polesine, ricevendo l'investitura ufficiale nel 1477 dal duca Gian Galeazzo Maria Sforza;
- Uberto IV, I Marchese di Tabiano;
- Niccolò, I Marchese di Varano de' Marchesi;
- Carlo, (? - 1º ottobre 1497), avviato alla carriera ecclesiastica, il 21 giugno 1456 fu nominato vescovo di Lodi.
- Maddalena (?-prima del 1471[4]), sposò Niccolò di Giovanni I Pico (1418-1448).
- Margherita, sposò il conte Giovanni Anguissola di Piacenza.[4]